# Taraxacum glossocentrum
Taraxacum glossocentrum — вид квіткових рослин з родини айстрових (Asteraceae). Вид зростає в Європі: Швеція, Фінляндія, Німеччина, Польща, Словаччина, Латвія; це багаторічна рослина помірних біомів.